# Endotheliale Vorläuferzelle
Endotheliale Vorläuferzellen (engl.: endothelial progenitor cells, EPCs) sind im Blutstrom zirkulierende Zellen, die aus dem Knochenmark stammen. Sie haben die Fähigkeit, zu Endothelzellen zu differenzieren, welche dann Blutgefäße an der Innenseite auskleiden. Dieser Vorgang, bei dem Blutgefäße nicht als Abzweigung eines bereits vorhandenen Gefäßes entstehen, sondern de novo, heißt Vaskulogenese. Er läuft zum überwiegenden Teil während der Embryonalentwicklung ab. Diejenigen endothelialen Vorläuferzellen, die in Erwachsenen zirkulieren, sind demnach mit Angioblasten verwandt, die die Stammzellen sind, aus denen während der Embryogenese Blutgefäße hervorgehen.
EPCs sind vermutlich Teil der pathologischen Angiogenese, da sie in Fällen von Retinopathie und Tumorwachstum gehäuft vorkommen. Während Angioblasten bereits seit langer Zeit bekannt sind, wurden EPCs im Erwachsenen erst in den 1990er Jahren charakterisiert, als Asahara et al. publizierten, dass eine aufgereinigte Population von CD34-positiven Zellen aus dem Blut adulter Mäuse in vitro zu Endothelzellen differenzieren kann.
Da EPCs aus dem Knochenmark stammen, wird angenommen, dass sie von verschiedenen Cytokinen, Wachstumsfaktoren und Hormonen von dort freigesetzt werden. In der peripheren Zirkulation werden sie dann von Regionen angezogen, in denen Angiogenese abläuft.